# Florence Allan
Florence Allan (sinh ngày 26 tháng 5 năm 1998) là một thủy thủ thi đấu người Quần đảo Cayman.
Cô đã tham dự Thế vận hội Mùa hè 2016 ở Rio de Janeiro, trong chương trình Laser Radial nữ, nơi cô đã hoàn thành ở vị trí thứ 36. Allan là thủy thủ Olympic đầu tiên thi đấu cho Quần đảo Cayman sau 16 năm.